# تاداو ناغاهاما
تاداو ناغاهاما (長浜 忠夫 Nagahama Tadao) هو مخرج عروض دمى ومسلسلات أنمي، ياباني الجنسية، ولد في 26 سبتمبر 1936م وتوفي في 14 يناير 1980م. أخرج أعمال عدة أبرزها ثلاثية الروبوتات الرومانسية (Robot Romance Trilogy) التي قام بتأليفها إلى جانب إخراجها.

## أعماله

### عروض الدمى
- إيجا نو كاغيمارو 1964 .
- هيوكوريوتان آيلاند 1964 – 1969 .

### الأنمي
- أوباكي نو كيوتارو 1965 Obake no Q-tarō.
- بامان 1967 Pāman.
- ستار أو ذا جاينتس (1968) Star of the Giants.
- تشينغو موتشابي 1971 Chingo Muchabei.
- شين أوباكي نو كيوتارو 1971 Obake no Q-tarō.
- دوكونجو غايرو 1972
- ساموراي جاينتس 1973
- يوشا رايدين 1975 Brave Raideen (أخرج الحلقات 27-50).
- تشودينجي روبو كومباتلر في 1976 (مخرج ومؤلف).
- تشودينجي ميشين فولتس فايف 1977 (مخرج ومؤلف).
- أوري وا تيبي 1977 .
- توشو دايموس 1978 (مخرج ومؤلف).
- دلتانيوس 1979 Daltanius.
- ذا روز أوف فيرسايلس 1979 ليدي أوسكار (أخرج الحلقات 1-18).
- زوكوكي نايت دون دي لا مانتشا 1980
- يوليسس 31 1980 Ulysses 31 (أخرج حلقة واحدة ثم توفي).

## وفاته
توفي في يناير 1980 بعد معاناته من التهاب الكبد إثر إصابته بالفيروس خلال إحدى رحلاته مع زوجته.

## روابط خارجية
- تاداو ناغاهاما على موقع IMDb (الإنجليزية)
- تاداو ناغاهاما على موقع قاعدة بيانات الفيلم (الإنجليزية)
- تاداو ناغاهاما على موقع كينوبويسك (الروسية)
- تاداو ناغاهاما على موقع ANN person (الإنجليزية)